# Pharsalia trimaculipennis
Pharsalia trimaculipennis là một loài bọ cánh cứng trong họ Cerambycidae.